# Roland Jourdain

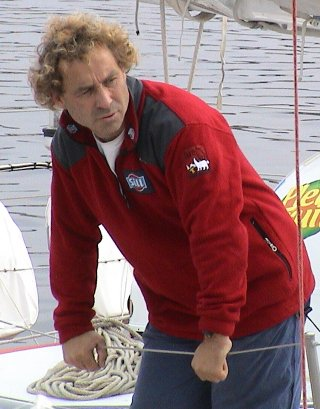
TRolan Jourdain RdR2002.jpg

Roland Jourdain (Quimper, 28 de abril de 1964) é um velejador francês. Começou por correr em monocasco desde as primeiras corridas feitas com Éric Tabarly, e só ultimamente é que tem competido em multicasco. 
Entre outras boas classificações é de assinalar :
- primeiro na Rolex Fastnet Race  em 2011 na categoria multicasco num Multi One Design [1]
- primeiro na Rota do Rum em manocasco, 2006 e em 2010 na classe IMOCA [2]

- quatro participações na Transat Jacques-Vabre com um primeiro lugar em 2001 e dois segundos em 2003 e 2005
- quatro participações na Solitaire du Figaro com um terceiro lugar 1994